# شنای سگی

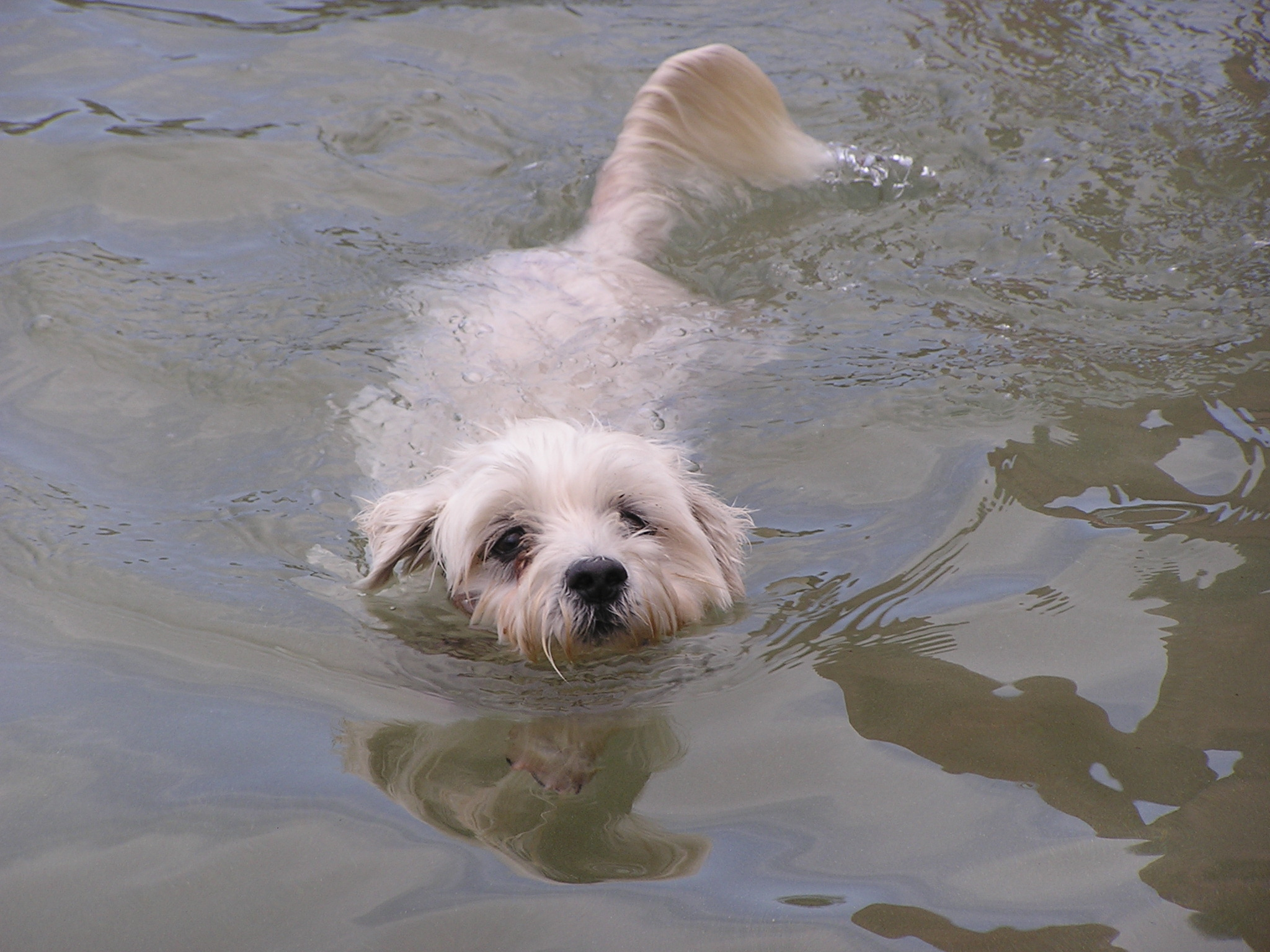
سگی در حال شنا

شنای سگی یا شنای پا سگی یک نوع شنای ساده‌است که شناگر در آن دست و پای خود را به طور متناوب حرکت می‌دهد و سر را بیرون از آب نگه می‌دارد. این حرکات او نحوه شنای سگ را به خاطر می‌آورد. این شنا معمولاً اولین شنایی است که وقتی کودکان و مبتدی ها در حال یادگیری شنا هستند از آن استفاده می‌کنند.
این اولین نوع شنا بود که مردان باستان از آن استفاده کردند و اعتقاد بر این است که با مشاهده شنای حیوانات آموخته شده‌است. غارنقاشی‌های (cave paintings) ماقبل تاریخ در مصر تصاویری را نشان می‌دهد که بر شنای سگی دلالت دارد.